# Shark 3D
Shark 3D (Bait) è un film australiano del 2012 diretto da Kimble Rendall. Ha come protagonisti Xavier Samuel, Sharni Vinson, Phoebe Tonkin e Julian McMahon.
Il film è stato presentato fuori concorso alla 69ª Mostra internazionale d'arte cinematografica di Venezia ed è uscito nelle sale cinematografiche italiane in anteprima mondiale, anche in 2D, il 5 settembre 2012 su distribuzione Medusa Film.

## Trama
In una mattinata soleggiata sulle spiagge del Queensland, in Australia, un temibile squalo bianco uccide un giovane bagnino di nome Rory, e niente può l'intervento del suo amico Josh, fidanzato della sorella di Rory, Tina. 
A distanza di un anno, la relazione tra Josh e Tina è naufragata, in quanto il ragazzo si sente responsabile della morte di Rory, e vive ora all'ombra di sè stesso. Un giorno, durante il suo lavoro al supermercato, Josh rincontra Tina in compagnia del suo nuovo fidanzato, Steven. La quiete viene però interrotta da due rapinatori, quando, all'improvviso, una violenta onda anomala travolge l'intero paese, distruggendo e annientando qualsiasi cosa lungo la sua strada. Una volta passato il devastante tsunami, tra gli unici superstiti del supermercato si contano Josh, Tina, Steven, l'agente della polizia Todd col suo aiutante Collins e la figlia Jaime, l'arrogante direttore Jessup, uno dei rapinatori, Doyle, la commessa Naomi e un uomo dall'aria inquietante, Kirby. 
Rifugiati sopra gli scaffali del supermercato, i componenti del gruppo si rendono conto che si trovano in una trappola mortale: oltre ai cavi dell'alta tensione che rischiano di far saltare in aria tutto al solo contatto con l'acqua che sale sempre di più, i componenti del gruppo si rendono conto che non sono i soli ad essere all'interno del supermercato: infatti sono circondati da un gigantesco squalo bianco trascinato lì dalla marea. Il primo ad essere ucciso dallo squalo è Collins, andato a controllare se ci fosse un'altra via d'uscita dall'edificio, visto che l'entrata principale è sbarrata da un grosso camion. 
Nel frattempo, nel parcheggio sottostante il supermercato, si sono salvati anche una coppia di innamorati, Kyle e Heather, insieme a Ryan, fidanzato di Jaime, ma anche loro scopriranno ben presto della presenza di un altro squalo che nuota affamato tra i resti delle auto.
In superficie, Steven decide di attrezzarsi per entrare nel magazzino, e scollegare la corrente elettrica per eludere almeno il problema dei cavi, così indossa un'"armatura" di ferro ricavata dai carrelli del supermercato per nuotare più velocemente nella speranza che lo squalo non se ne accorge. Il piano sembra funzionare, ma il tubo dell'aria non è abbastanza lungo da permettere a Steven di raggiungere il quadro di controllo, quindi il ragazzo si sacrifica togliendoselo e morendo annegato poco dopo ad aver portato a termine il suo compito.
A questo punto, la banda pensa di uscire dall'edificio attraverso il condotto di aerazione, ma proprio mentre Jessup si sta arrampicando per accedere, lo squalo balza dall'acqua e lo trancia a metà dinanzi agli occhi orripilati degli altri. Nel parcheggio, Ryan cerca di spingersi verso l'auto di Kyle e Heather, ma nel farlo, Kyle viene divorato dalla bestia.
Intanto, Doyle si convince a catturare lo squalo servendosi di un gancio recuperato da Jaime, ma Kirby, che si rivela di essere il secondo rapinatore intenzionato a sacrificare Naomi, getta quest'ultima in acqua; fortunatamente, gli altri riescono a salvare Naomi, mentre Doyle infilza Kirby con la sua lancia e lo scaraventa tra le fauci dello squalo, che rimane di conseguenza attaccato al gancio, incapace di muoversi. 
Dal parcheggio, Ryan invia dei segnali acustici che vengono recepiti da Jaime, la quale si avventura al piano di sotto seguita da Josh. Qui, Josh si arma di un fucile preso dalla macchina di Todd, con cui si sbarazza del primo squalo sparandogli in pieno petto, dopodiché lui, Jaime, Ryan e Heather salgono di sopra, dove, purtroppo, il secondo squalo si è liberato. Josh, però, elimina anche l'ultimo squalo folgorandolo con una pistola elettrica, poi Doyle, dopo ad aver annesso il camion al quadro di controllo elettrico, fa esplodere l'entrata.
L'incubo ha finalmente un epilogo, e con Josh e Tina ricongiunti, i sopravvissuti, visibilmente stremati e toccati, promettono di ricominciare una nuova vita, mentre la visuale si sposta sulla città ormai completamente in rovina.

## Distribuzione internazionale
- 5 settembre 2012: Italia con il nome di Shark 3D
- 9 settembre 2012: USA con il nome Bait
- 20 settembre 2012: Australia, Cambogia, Paesi Bassi con il nome Bait (solo in Australia)
- 27 settembre 2012: Russia
- 1º novembre 2012: Argentina, Nuova Zelanda
- 7 novembre 2012: Belgio
- 14 novembre 2012: Svezia (uscita in direct-to-video)
- 21 febbraio 2013: Germania